# Miss Indonesia
Miss Indonesia anche conosciuto come Miss Mondo Indonesia, è un concorso di bellezza che si tiene annualmente in Indonesia, la cui vincitrice rappresenta il paese a Miss Mondo.
Puteri Indonesia (letteralmente Principessa Indonesia) è un concorso parallelo a Miss Indonesia, che si tiene dal 1992 organizzato da Mooryati Soedibyo. La vincitrice del concorso rappresenta l'Indonesia a Miss Universo, mentre la seconda classificata a Miss International.

## Albo d'oro

### Miss Indonesia
| Anno | Vincitrice                |
| ---- | ------------------------- |
| 2005 | Imelda Fransisca          |
| 2006 | Kristania Virginia Besouw |
| 2007 | Kamidia Radisti           |
| 2008 | Sandra Angelia            |
| 2009 | Kerenina Sunny Halim      |
| 2010 | Asyifa Latief             |
| 2011 | Astrid Yunadi             |
| 2012 | Ines Putri                |
| 2013 | Vania Larissa             |

### Puteri Indonesia
| Anno | Vincitrice                                       |
| ---- | ------------------------------------------------ |
| 1992 | Indira Soediro                                   |
| 1994 | Venna Melinda                                    |
| 1995 | Susanty Manuhutu                                 |
| 1996 | Alya Rohali                                      |
| 2000 | Bernika Ifada                                    |
| 2001 | Angelina Sondakh (Non partecipa a Miss Universo) |
| 2002 | Melanie Putria (Non partecipa a Miss Universo)   |
| 2003 | Dian Krishna (Non partecipa a Miss Universo)     |
| 2004 | Artika Sari Devi                                 |
| 2005 | Nadine Chandrawinata                             |
| 2006 | Agni Pratistha                                   |
| 2007 | Putri Raemawasti                                 |
| 2008 | Zivanna Letisha Siregar                          |
| 2009 | Qory Sandioriva                                  |
| 2010 | Nadine Alexandra Dewi Ames                       |
| 2011 | Maria Selena                                     |
| 2013 | Whulandary Herman                                |
| 2014 | Elvira Devinamira                                |
| 2015 | Anindya Kusuma Putri                             |
| 2016 | Kezia Warouw                                     |
| 2017 | Bunga Jelitha                                    |
| 2018 | Sonia Fergina Citra                              |
| 2019 | Frederika Alexis Cull                            |